# اتحاد تندوف
اتحاد الرياضي مدينة تندوف،  
هو نادي كرة قدم جزائري هاوي يمثل مدينة تندوف وينشط في بطولة قسم مابين الرابطات مجموعة غربية، تأسس سنة 1992.

## وصلات خارجية
- موقع مابين الرابطات